# День Сил спеціальних операцій Збройних сил України
День Сил спеціальних операцій Збройних сил України — свято України. Відзначається щороку 27 травня.

## Історія свята
Свято встановлено в Україні «З метою подальшого розвитку національних військових традицій, ураховуючи важливу роль Сил спеціальних операцій Збройних Сил України у забезпеченні обороноздатності держави» згідно з Указом Президента України «Про День Сил спеціальних операцій Збройних Сил України» від 26 липня 2016 року № 311/2016. Відзначалося 29 липня.
26 травня 2025 року Президент України Володимир Зеленський своїм указом № 346/2025, з метою започаткування нових військових традицій, установив 27 травня Днем Сил спеціальних операцій ЗСУ.

## Галерея

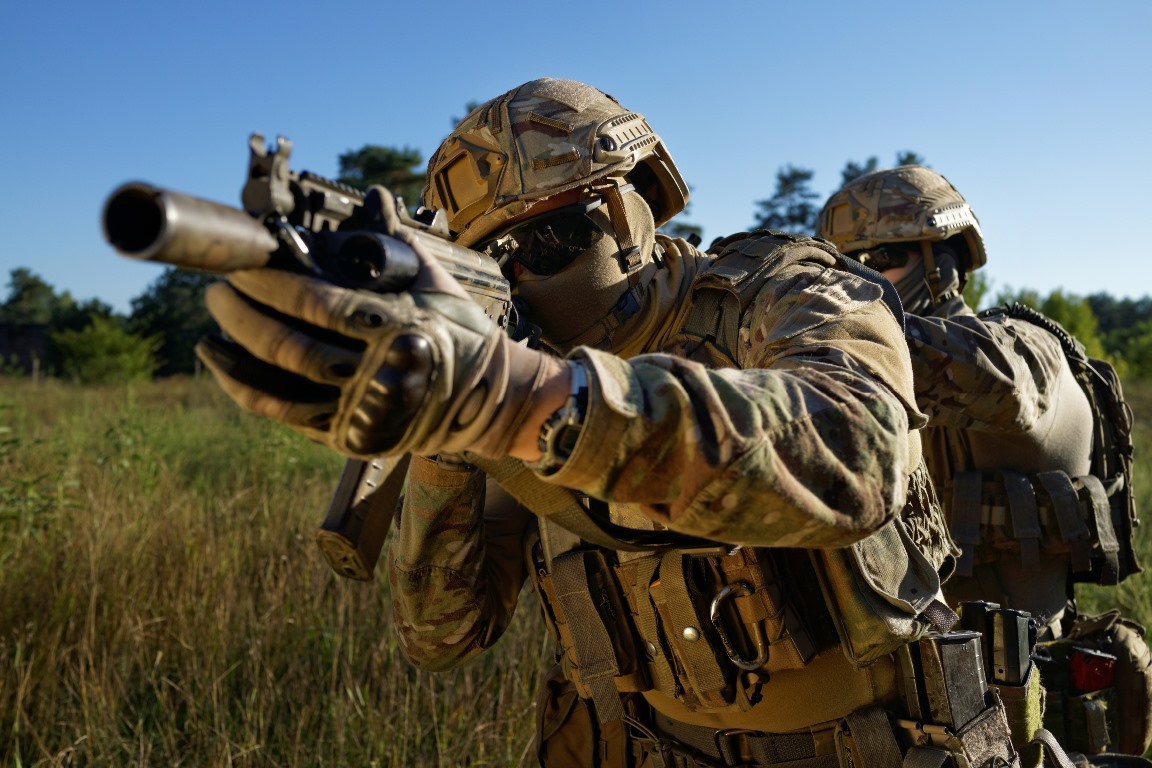
Під час навчань
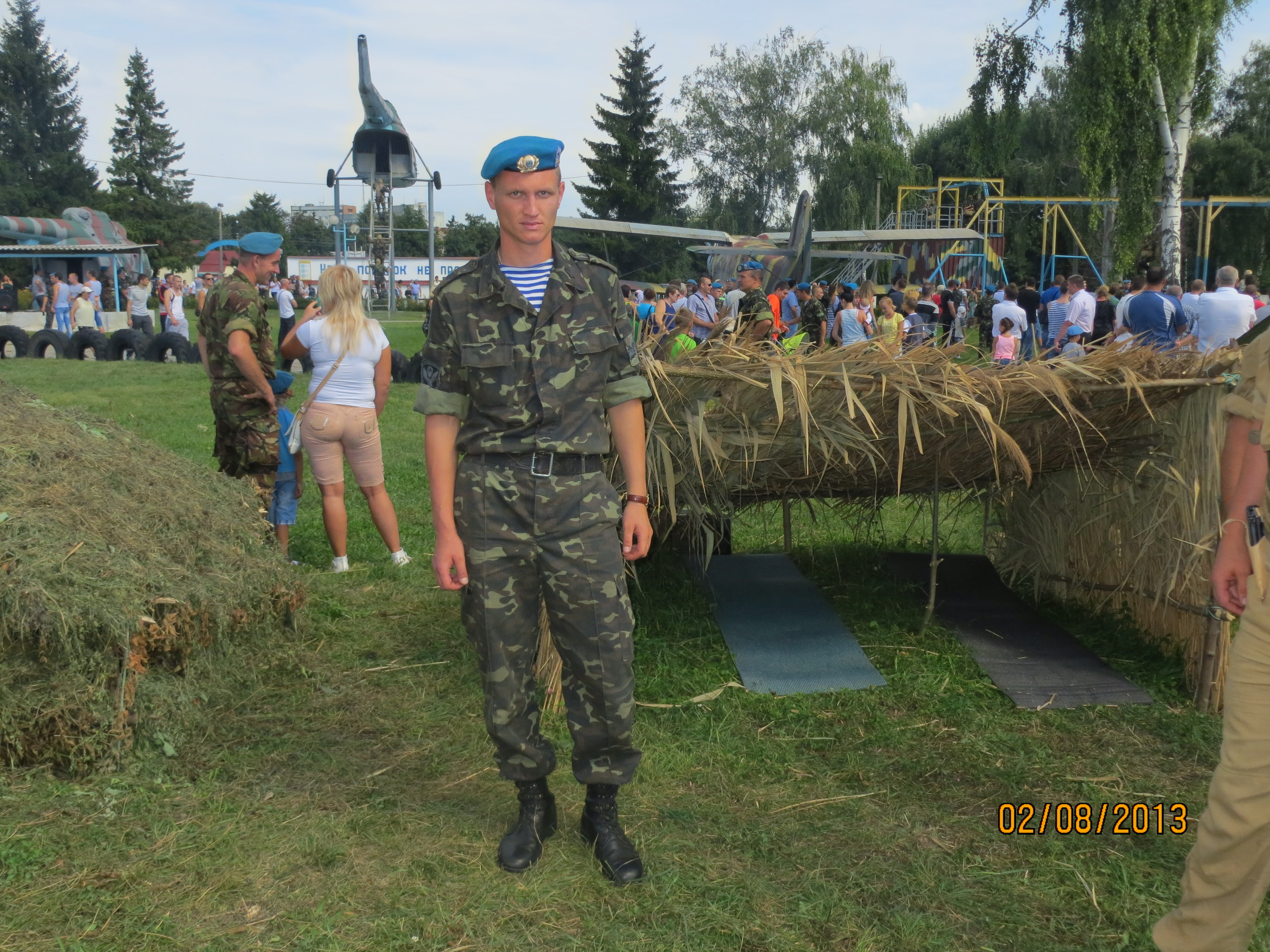
Зустріч з населенням
Група перед бойовим завданням
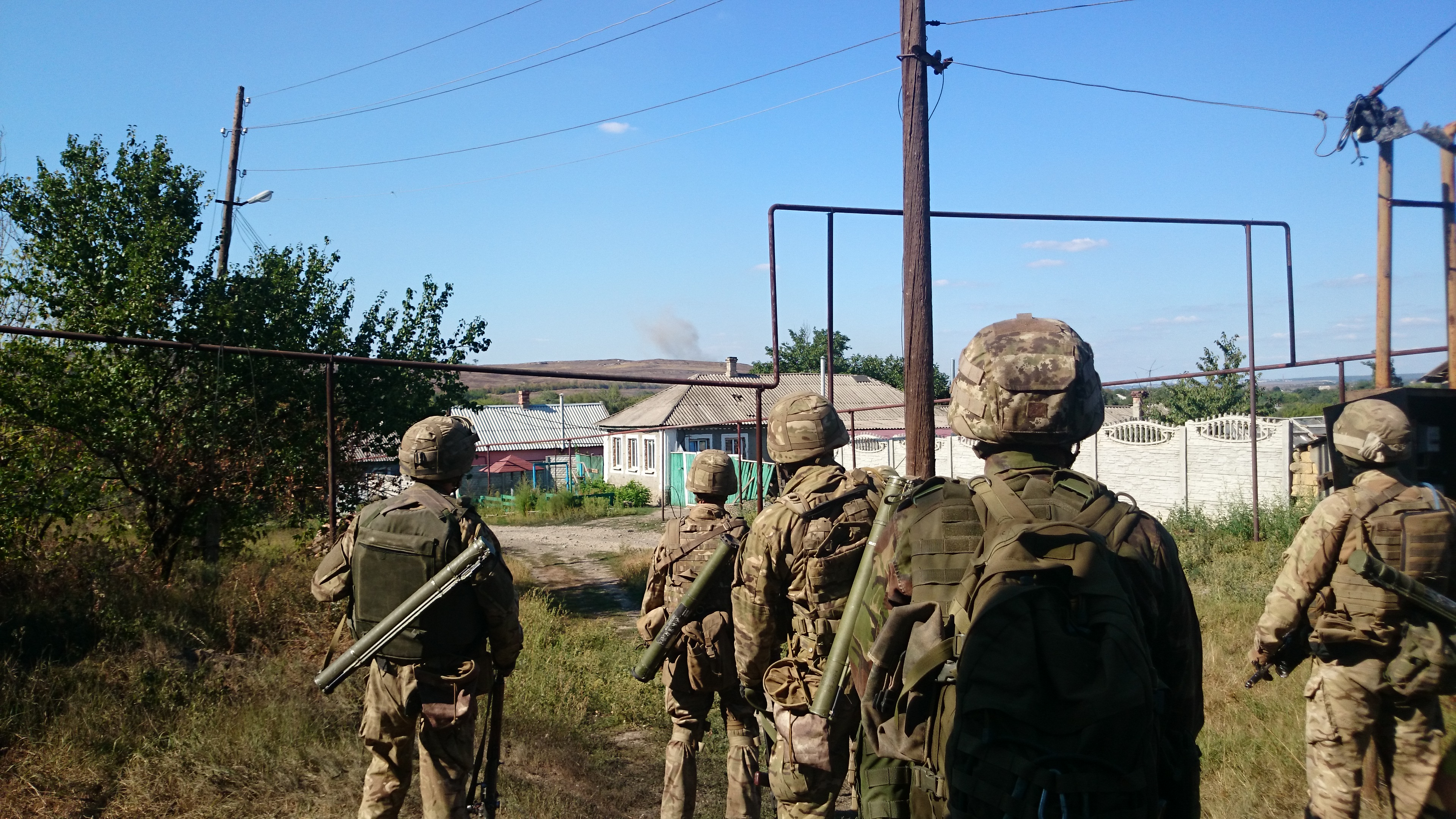
Бої на Донбасі